# La Primula Smith
La Primula Smith ("Pimpernel" Smith) è un film del 1941 diretto da Leslie Howard.

## Trama
L'archeologo Horatio Smith, un eccentrico professore di Cambridge, si reca con un gruppo di studenti in Germania per una campagna di scavi alla ricerca delle origini ariane del popolo tedesco. In realtà, il vero scopo della sua missione è la liberazione di alcuni scienziati dai campi di concentramento. Ferito nel corso dell'azione, è costretto a mettere i suoi studenti al corrente della sua missione segreta.
Il generale von Graum cerca di scoprire l'identità della "Primula" per eliminarla e a tal fine si serve di Ludmilla Koslowski, obbligandola ad aiutarlo in cambio della vita di suo padre, un dissidente polacco. Ma quando Ludmilla intuisce che la Primula è il professor Smith, si rivolge a lui per indurlo a liberare suo padre.
Smith e i suoi studenti riescono a liberare Koslowski ed altri prigionieri grazie ad un trucco ingegnoso. Mentre gli studenti passano la frontiera e si mettono in salvo, Smith torna per sottrarre Ludmilla alla punizione di von Graum, ma i due sono fermati alla frontiera dove Smith viene arrestato; e riesce a fuggire, dopo aver predetto la fine della Germania nazista, e promettendo di ritornare.

## Produzione
Il film prende spunto dal personaggio della Primula Rossa, già interpretato da Howard nell'omonimo film del 1934, e trasporta la vicenda nel periodo precedente la seconda guerra mondiale, con il protagonista impegnato a far fuggire i dissidenti dalla Germania nazista.

## Accoglienza
Il British Film Yearbook del 1945 definì il film "una delle più pregiate sfaccettature della propaganda britannica". Il film fornì inoltre al diplomatico svedese Raoul Wallenberg l'ispirazione per la sua iniziativa che salvò decine di migliaia di ebrei ungheresi dai campi di concentramento durante gli ultimi mesi della seconda guerra mondiale.